# Ал-Шаркія (копальня)
Ал-Шаркія (копальня) — гірничодобувне підприємство в Сирії, яке здійснює розробку однойменного родовища фосфоритів, що лежить за чотири десятки кілометрів на південний захід від оази Тадмор (Пальміра).
Розробка родовища Ал-Шаркія почалась у 1975 році. Видобуток провадять відкритим способом за допомогою двох кар'єрів — Ал-Шаркія А та Ал-Шаркія В. Запаси фосфоритів у їх проєктному контурі визначили як 99 млн тонн, при цьому загальні запаси родовища оцінювались у 405 млн тонн. Фосфорити залягають у одному пласті завтовшки від 6 до 12 метрів.
Видобуті фосфорити переважно спрямовуються на експорт з використанням залізниці та порту Тартус, проте частина продукції споживаються сирійським комплексом з виробництва добрив у Хомсі.
Первісно потужність кожного з кар'єрів становила по 0,6 млн тонн на рік. У 2009-му видобуток з копальні Ал-Шаркія становив 1,85 млн тонн.
Під час громадянської війни 2010-х років рудник в якийсь момент мусив припинити роботу. Станом на 2020-й тут велись активні роботи з реабілітації збагачувальної фабрики.